# Samenwerkende Maatschappij Het Volk
De Samenwerkende Maatschappij Het Volk was een Belgische coöperatie verbonden aan de Anti-Socialistische Werkliedenbond.

## Historiek
Het ontstaan van deze samenwerkende maatschappij had zijn oorsprong in het succes van de socialistische Coöperatieve Maatschappij Vooruit. Om de politiek-ideologische wervingskracht van dit initiatief tegen te gaan werd in 1891 te Gent de coöperatie S.M. Het Volk gesticht door Gustaaf Eylenbosch met de steun van de industrieel Maurice de Smet de Naeyer. Arbeiders die hun lidboekje van de socialistische coöperatie inruilden voor eentje van de katholieken, kregen hierbij een vergoeding.
De inititiatieven beperkten zich niet tot Gent, zo werd onder andere in 1914 een pand te Kortrijk opgericht. Later ging de organisatie deel uitmaken van de koepelorganisaties Belgische Volksbond en ten slotte het ACW.

## Bekende (ex-)medewerkers
- Gustaaf Eylenbosch
- Arthur Mayeur